# Akteljá
Akteljá es una localidad del municipio de Chilón ubicado en la región Tulijá Tseltal-Chol del estado mexicano de Chiapas.

## Geografía
La localidad se ubica a 4.0 kilómetros (en dirección este) de la localidad de Chilón, la cabecera y lugar más poblado del municipio. Se sitúa en las coordenadas geográficas 17°06′23″N 92°13′58″O / 17.106389, -92.232778, a una elevación de 940 metros sobre el nivel del mar.

## Demografía
Según el Conteo de Población y Vivienda 2020, efectuado por el Instituto Nacional de Estadística y Geografía, la localidad de Akteljá tiene 27 habitantes, de los cuales 14 son del sexo masculino y 13 del sexo femenino. Su tasa de fecundidad es de 1.5 hijos por mujer y tiene 6 viviendas particulares habitadas.
| Gráfica de evolución demográfica de Akteljá entre 1960 y 2020 |
|                                                               |
| INEGI.                                                        |